# Екфелд
Екфелд (њем. Eckfeld) општина је у њемачкој савезној држави Рајна-Палатинат. Једно је од 107 општинских средишта округа Бернкастел-Витлих. Према процјени из 2010. у општини је живјело 366 становника. Посједује регионалну шифру (AGS) 7231025.

## Географски и демографски подаци
Екфелд се налази у савезној држави Рајна-Палатинат у округу Бернкастел-Витлих. Општина се налази на надморској висини од 450 метара. Површина општине износи 12,7 km². У самом мјесту је, према процјени из 2010. године, живјело 366 становника. Просјечна густина становништва износи 29 становника/km².